# Tumamoca mucronata
Tumamoca mucronata är en gurkväxtart som beskrevs av D.M. Kearns. Tumamoca mucronata ingår i släktet Tumamoca och familjen gurkväxter. Inga underarter finns listade i Catalogue of Life.